# Руско Надія Михайлівна
Руско Надія Михайлівна — українська вчена, філософ, богослов, доктор філософії з релігієзнавства, доцент, членкиня Спілки науковців України, Національної спілки краєзнавців України , Ліги ділових і професійних жінок України і світу; членкиня Наукового Товариства імені Тараса Шевченка; Асоціації релігієзнавців України,   громадська діячка.

## Біографія
Народилася 23 грудня 1989 р. в с. Підмихайля (автор книги про рідне село) Калуський район Івано-Франківська область.
Освіта вища, 2012 р. - закінчила філософський факультет  Прикарпатського національного університету ім. В. Стефаника з  відзнакою.,
З 2012-2015 рр. навчалася в аспірантурі Чернівецький національний університет імені Юрія Федьковича.
У 2015 р. захистила дисертацію Національний університет «Острозька академія».

## Наукова діяльність
Авторка 10- книг, 30-ти фахових наукових публікацій та 50-ти наукових популярних статей.. Науковий доробок вченої налічує близько 100 праць.

## Книги
Руско Н. М.  Духовні осередки Галицького краю: релігієзнавчо-культурологічні аспекти : [монографія]. Івано-Франківськ: ІФНТУНГ, 2021.  294 с. 
Руско Н. М. Духовні осередки Галицького краю: релігієзнавчо-культурологічні аспекти : [монографія]; 2-е видання; доповнене. Вінниця. 2023. 354 с.  
Руско Н. М. Підмихайля: історико-краєзнавчий нарис. Калуш, 2015. 208 с. 
Руско Н. М. Храми Калущини: архітектурний хронограф, погляд крізь століття. Калуш, 2016. 248 с.
Руско Н. М. Духовні промені. Івано-Франківськ, 2022. 114 с.
Руско Н. М. Жінки завдяки яким світ почув радісне благовістя "Христос Воскрес". Вінниця, 2022. 86 с.
Руско Н. Жінки апостолки. Вінниця, 2024. 92 с.

## Наукові статті

### Статті у фахових виданнях України
1. Руско Н. М. Іконопис Галичини кінця ХІХ -  початку  ХХ століття. Українське релігієзнавство.  2013.  № 72.  С. 168-177.
2. Руско Н. М. Співвідношення світського й божественного в галицькій іконі. Наука. Релігія. Суспільство. 2013.  № 4 (56).  С. 105-111.
3. Руско Н. М. Філософсько-релігійні засади і місце галицької ікони у християнському мистецтві. Релігія та Соціум.  2013.  № 1 (9).  С. 144-149.
4. Руско Н. М. Іконописна спадщина Галичини кінця ХІХ – початку ХХ століття. Світогляд – Філософія – Релігія: зб.наук.пр. Суми: ТОВ ВПП «Фабрика друку», 2014. Вип. 6.  С. 129-137.
5. Руско Н. М. Архетипи галицької ікони: філософсько-релігієзнавчий аспект. Філософські і психологічні науки (Вісн. Прикарпат. У-ту). 2016.  Вип. 20.  С. 164-169.
6. Руско Н. М., Крижанівський Є. І., Мойсишин В. М.  Про археологічні дані та писемні джерела з історії села Побережжя / 
Н. М. Руско та ін. // Прикарпат.вісн. НТШ: Думка, 2016.  № 3 (35).  С. 88-105.
7. Руско Н. М. Маріямпіль та Єзупіль – міста Ісуса та Марії як релігійно-просвітницькі центри в Галичині. Людина. Суспільство. Держава. 2017.   № 2.  С. 48-51.
8. Руско Н. М. З церковного життя у Побережжі: історико-релігійні аспекти. Прикарпат.вісн. НТШ: Думка.  2018. № 5 (49).  С.  280-286.
9. Руско Н. М. Чудотворний образ Матері Божої Маріямпільської – цінна релігійна пам’ятка Галицького краю. Гілея: наук.вісн.  Київ: Гілея, 2019.  С. 128-131.  (Філософські науки ; Вип. 141 (2)).
10. Руско Н. Трансформація сакрального простору через чудотворні ікони як імпліментації духовної опори галичан. Humanitaes studies: збірник наукових праць / гол. ред. В. Г. Воронкова. Запоріжжя:  Видавничий дім «Гельветика», 2022. Випуск 12 (89). С.98-103.
11. Руско Н. Філософська аксіологія релігійних символів в духовному житті прикарпатців (на прикладі історичних сакральних місць, цілющих джерел та бібілійних садів галичини) / Н. Руско, Н. Концур-Карабінович. Вісник Львівського університету. Серія філос.-політолог.студії. 2022. Випуск 43. С. 168-172.

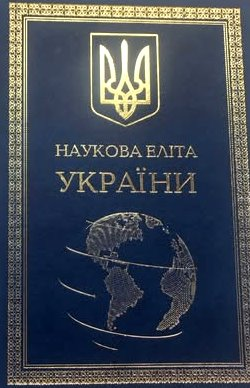
Надія Руско ввійша до збірки кращі науковці держави

12. Руско Н. М. Духовна праксеологія Галицької митрополії і українська державність та національна ідентичність. Львівського університету. Серія філос.-політолог.студії. 2022. Випуск 44, 
С. 123-127.
13. Руско Н. М., Палагнюк М. М. Джеролознавча та категоріальна база наукових досліджень релігійно-духовної спадщини галицького краю (до 1125-річниці від дня заснування м. Галича). Культурологічний альманах. Видавничий дім «Гельветика». Вип.2, 2023. С. 14-20.

### Статті у фахових закордонних виданнях, включених до наукометричних баз
1. Rusko Nadiia Freedom or Arbitrariness: A Social and Philosophic Analysis / N. Rusko and other // Post  modern discoveries.  Romania. 2021.  S. 321. Web of Science
2. Rusko N. The influence of Caritas charitable organizations on the development of religious diplomacy / N. Rusko and other // Echa Przeszłości XXIII/2, 2022. S. 113-124. Scopus

### Статті в закордонних виданнях
1. Руско Н. М. Поняття радості і страждання у філософській та релігійній світовій думці. Virtus: Scientific Jornal /  Editor-inChief M. A. Zhurba.  June № 9.  S. 82-91.
2. Rusko N., Kontsur-Karabinovych N. THE SACRED HERITAGE OF THE GALITIC METROPOLITAN:   HISTORICAL-CULTURAL AND RELIGIOUS AND PHILOSOPHICAL ASPECTS // SCIENTIFIC JOURNAL OF POLONIA UNIVERSITY  56 (2023) 1. S. 245-250.

### Статті та тези, опубліковані в інших наукових збірниках
1. Руско Н. М. Особливості галицького іконопису кінця ХІХ – початку ХХ століття // Аврамічні релігії в Україні: історія, етнокультурні взаємовпливи, міжконфесійні взаємини : матеріали Міжнар.наук.конф., м. Галич, 25 травав.2013 р.  Галич, 2013. С. 399-408.
2. Руско Н. М. Галицькі ікони кінця ХІХ – початку ХХ століття як мистецька, духовна та культурна спадщина українського народу // Карпати : людина, етнос, цивілізація.  Івано-Франківськ, 2014.  Вип. 5.  С. 318-322.

3. Руско Н. М. Іконопис Галичини кінця ХІХ – початку ХХ століття // Історія релігій в Україні : наук.щорічник.  Львів: Логос, 2014. С. 383-390.

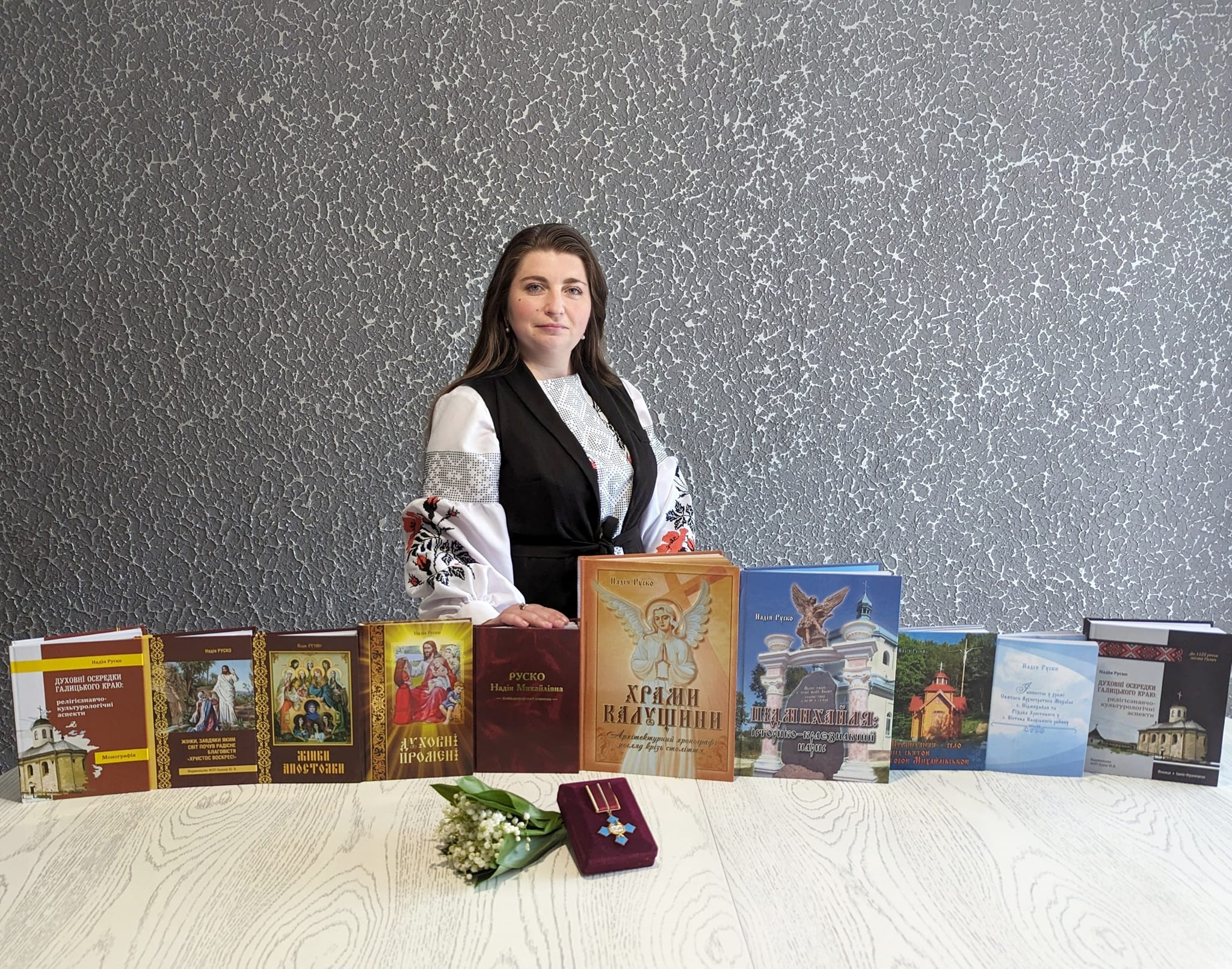
Науковий доробок у книгах української вченої - Надії Руско

4.Руско Н. М. Розквіт галицького іконопису за часів митрополита Андрея Шептицького (кінець ХІХ – початок ХХ століття) // Аврамічні релігії в Україні: історія, етнокультурні взаємовпливи, міжконфесійні взаємини : матеріали Міжнар.наук.конф., м. Галич, 29 травав.2014 р.  Галич, 2014.  С. 190-199.
5. Руско Н. М. Релігійний туризм на Івано-Франківщині / Н. М. Руско, С. П. Відливана // Історія релігій в Україні : наук.щорічник. Львів, 2015.  С. 383-390.
6. Руско Н. М. Роль митрополита Андрея Шептицького для розвитку галицького іконопису кінця ХІХ – початку ХХ століття // Добрий Пастир: матеріали Всеук.наук.-практ.конф. «Митрополит Андрей Шептицький в релігійно-церковному і громадсько-культурному житті України», м. Івано-Франківськ, 26 листоп.2015 р. : зб.наук. пр.  Івано-Франківськ, 2015.  Вип. 8.  С. 330-338.
7. Руско Н. М. Український стиль у церковному мистецтві галицьких іконописців Модеста Сосенка  та Юліана Буцманюка // Світоглядно-ціннісне самовизначення людини. Толерантність: соціально-смислові варіації та євроінтеграційний контекст: матеріали 4-ої Міжнарод.наук.-практ.конф. молодих науковців, 
м. Чернівці, 8-9 трав.2015 р.  Чернівці, 2015.  С. 208-213.
8. Руско Н. М. «Український стиль» у церковному мистецтві галицьких іконописців Модеста Сосенка та Юліана Буцманюка // Авраамічні релігії: проблема свободи совісті й віросповідання в контексті міжрелігійних чинників у сфері суспільного буття в Україні та світі: матеріали Міжнар. наук.конф., м. Галич, 3 червня 2015 р.  Галич, 2015.  С. 399-408.
9. Руско Н. М.  Святині галицьких містечок як духовно-просвітницьких центрів в Галичині // Сучасні тенденції розвитку української науки: матеріали Всеукр.наук.конф., м. Переяслав-Хмельницький, 2018. Вип. 6 (16).  С. 37-41.
10. Руско Н. М. Маріямпільська чудотворна ікона Матері Божої на перехресті української та польської культур: філософсько-релігійний аналіз  //  Polisch sciece jornal. Warsaw. Sp 200 «IScience», 2019. Part 2. S. 105-108.
11. Rusko Nadiia Spiritual problems of today: worldvie w Aspect // Modern Archievements of science and Technology.9-10 June 2020. Sweden. Stockholm.Rusko Nadiia Spiritual problems of  Modern Society in terms of religion, science and philosophy // Actual Trends of Modern Scientific Research. 11-13 Oktober 2020. Munich
12. Rusko Nadiia Spirityality  and  youth  Vodern problems of secularized society //  World science, problems, prospects an innovations. 25-27 Nowember. 2020. Toronto.
13. Rusko Nadiia The role of the priest in a human life philosophical and theological aspect // Innovative  technologies  in  science  and  education.   03-04  Marta 2021.  Izrail.
14. Руско Н. Культ Богородиці на території Галицького краю / Н. Руско, М. Палагнюк. Матеріали наукової конференції. Галич, 27 жовтня 2022. Інформаційно-видавничий центр Національний заповідник «Давній Галич». Галич, 2022. С. 137-142.
15. Руско Н. М. Духовна праксеологія Галицької митрополії і українська державність та національна ідентичність. Матеріали Всеукраїнської наукової конференції присвяченої 1125-ій річниці з часу першої писемної згадки про Галич. Галич, 14-15 вересня 2023. Інформаційно-видавничий центр Національний заповідник «Давній Галич». Галич, 2023. С. 154-159.

## Нагороди

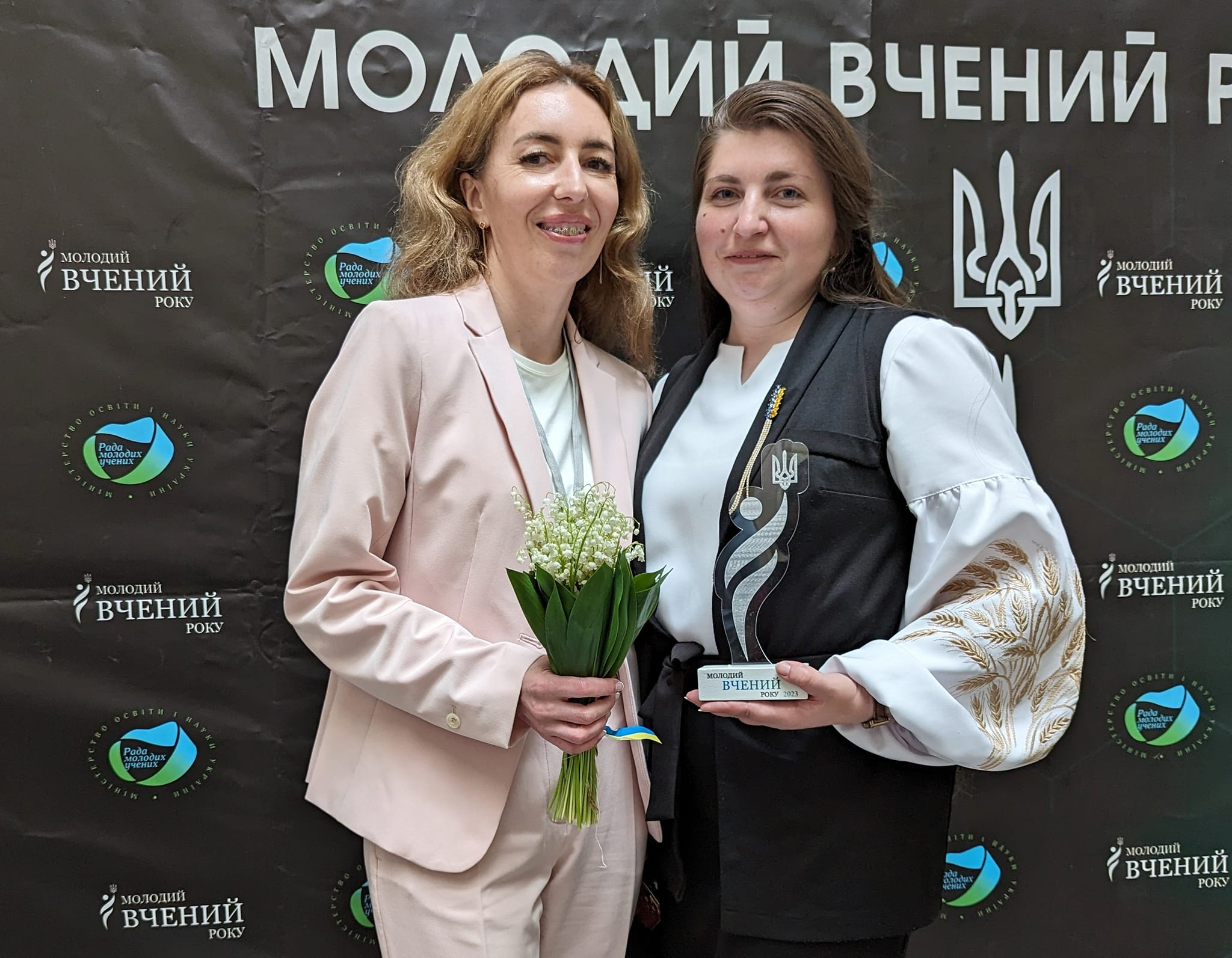
Молода вчена року 2021, 2022, 2023

1. ІІІ Національна премія «Найкраща Українка в професії», 2021 [9]
2. Молодий вчений року, 2021, 2022, 2023 [10]
3. Премія «Жінка ІІІ тисячоліття» і гордість України, 2021 [11]
4. Медаль святих рівноапостольних Кирила і Мефодія, 2016
5. Медаль за жертовність, 2022
6. Орден святої Софії, 2022
7. Орден святої рівноапостольної княгині Ольги (Митрополит Епіфаній), 2023.
8. Ювілейна медаль Галичу-1125, 2023.
9. Орден "Сила жінок", 2024.
10. Молода вчена року, 2023.[12]
11. Наукова еліта України. Науковець року, 2024. [13]
12. Славетні галичани, 2025.

## Духовно-просвітницька робота
Відеоматеріали
1. https://www.youtube.com/watch?v=GFFN-8d25WQ
2. https://www.youtube.com/watch?v=dfS9lbHaBNU
3. https://www.youtube.com/watch?v=nKEZnZ9EyHg
4. https://www.youtube.com/watch?v=EqjBaBqRHqc
5. https://www.facebook.com/watch/live/?ref=watch_permalink&v=425027113652374
6. https://www.youtube.com/watch?v=-23abzI8JSg&list=PLHoSGKLLuAVMBYD95HkG4FypNbWSK5GwK&index=9